# شهرداری یاونیلگاوا
شهرداری یاونیلگاوا (به لاتین: Jaunjelgava Municipality) یک شهرداری در لتونی است. شهرداری یاونیلگاوا ۶٬۵۴۳ نفر جمعیت دارد.